# 純白交響曲
《純白交響曲》是Palette於2009年10月30日發售的日本成人遊戲。本作是Palette的第九部作品。主要原畫、人物設計負責者是以《夕陽染紅的坡道》聞名的。PC版遊戲的全名是。2011年6月30日由COMFORT發售PSP版《純白交響曲 睦之花》，2023年6月23日同時發售FHD版和《純白交響曲 Sana Edition》。
漫畫版在角川書店旗下的雜誌《月刊Comp Ace》上連載。作畫由水無月雙子負責。2010年廣播劇CD化及CS移植決定。電視動畫於2011年10月開始播放。

## 故事簡介
主角「瓜生新吾」是平凡的高中「各務台學園」的男學生。明年四月各務台學園和名叫「結姬女子學園」的名門女校預定合併。從今年十月到明年三月的合併試辦期間，含新吾在内的數十名各務台學園生試驗性地到結女學園上學，新吾因此喜歡上某個女學生。

## 登場人物
配音：PC／廣播劇CD、PSP、動畫

### 主要角色
瓜生新吾（配音：無／水島大宙（廣播劇CD、動畫））
本作男主角，為私立各務台學園的二年級生，相當為他人著想的溫柔青年。被選為合併試行期的實驗生，轉學到結女學園而進入二年T班，一個星期後當上班級代表。小時候曾患哮喘病。父母因忙於工作，長期外出不在家。
瀨名愛理（配音：五行薺／小野涼子）
生日：10月24日，身高：158cm，血型：A型，三圍：B82/W57/H85
私立結姬女子學園的二年級生，也是學園長的獨生女。合併試行期間新吾的同班同學。與新吾兩人一起負責二年T班的班級代表。學業成績首位，有領導能力，責任感很強，但個性很固執，對動物不是很擅長。開始時她不歡迎新吾等男學生們，可是其後漸漸地與他們親密起來了。喜歡的食物是蒸白薯。
瓜生櫻乃（配音：安玖深音／後藤麻衣）
生日：1月23日，身高：162cm，血型：AB型，三圍：B80/W54/H80
對主角抱持著愛慕之心的義妹。各務台學園一年級生。因為約十年前新吾的母親與櫻乃的父親再婚，所以兩個人成為了義兄妹。與新吾一樣轉學到結女學園而進入一年T班。頭腦聰穎而文靜，直覺敏銳，有點路痴，喜歡讀書（尤其是在哥哥的房間），體力並不怎麼好，話語簡潔，偶爾會說出讓新吾頭痛的發言。和愛理從初次見面時就成為了要好的朋友。
安潔莉娜·菜夏·史威爾（Angelina Nanatsu Sewell，配音：／壹智村小真）
生日：8月8日，身高：155cm，血型：B型，三圍：B90/W60/H89
結女學園二年級生，暱稱為安潔，自稱「野生女僕」（尚未有主人的意思）。新吾與愛理的同班同學也是住在學園裡的女僕。與普通學生們不同，她不穿校服而是穿著女僕服裝。混血兒，父親是日本人，母親是英國人，但是完全不會說英語。個性開朗活潑，在校內如同精靈般神出鬼沒，不過經常不會看氣氛說話，似乎很喜歡八卦，擅長烹調、打掃等家務，但是學業成績不好。喜歡的食物是心太。（根據日文翻譯，似乎是寒天一類的海菜製品，外觀成果凍狀且富含膠質及天然碘。）
天羽美羽（配音：松田理沙／力丸乃梨子）
生日：2月22日，身高：146cm，血型：O型，三圍：B87/W58/H84
結女學園三年級生，在結女學園附近的房子和母親兩人一起生活著。個性溫柔和善、責任感強，對待任何人都一樣溫柔，愛好自然與動物。保護野生動物的課外活動小組「喵喵社」的社長，對新吾有好感。
- 動畫劇情為美羽路線。

乾（qián）紗凪（配音：森谷實園／吉田真弓）
生日：7月7日，身高：148cm，血型：B型，三圍：B78/W56/H79
PSP版升格為可攻略角色。結女學園二年級生，二年T班成員，身材矮小，個性嬌蠻，不太會表達自己的關心，與愛理交情匪淺，害怕蟑螂。對美羽學姐非常憧憬，曾因新吾接近美羽學姐而特別敵視新吾，與她一樣屬於喵喵社。開始時接待男學生們的態度很好，但那是為了某些原因而如此。其實對待男性很粗暴，最討厭男人，不過可以從劇中各種表現中看出她溫柔體貼的一面。
小野宮結月（配音：無／田口宏子（PSP、動畫））
生日：9月17日，血型：B型，身高：156cm，三圍：B86/W58/H86
PSP版新增的角色。黑髮美女，結女學園二年級生，演劇社社員，常扮演男性，作風強勢，對話無厘頭，偶爾會調侃愛理，有看到按鈕就想按的習慣。喜歡吃柏餅，出身有名的神社，擔任巫女。興趣是製作手工藝與和風料理，但不擅長打掃。外表看來不苟言笑，比較冷淡，因為英氣十足，而在同性中擁有很高的人氣。

### 其他配角
椋梨隼太（配音：／鈴木達央）
各務台學園二年級男性也是學生會長，個性與新吾不同，剛好互補，是新吾相當信賴的友人，經常默默幫助新吾。已有婚約者。與瓜生兄妹倆一樣轉學到結女學園而進入二年T班，同時也擔任結女學園的學生會副會長。
瀨名蘭華（配音：風音／櫻井浩美）
愛理的母親，也是結女學園的校長。與愛理一樣才貌雙全，愛戴學生們，受結女學生們歡迎。兩個學園合併計劃的提案者。十多年前和丈夫離婚，以後獨身。
八塚萬智（配音：川島梨乃／瑞澤溪）
在結女學園教國語（日本文學等）的女教師。新吾、愛理、安潔、紗凪、隼太等所屬的二年T班主任，同時也是喵喵社顧問老師。29歲，未婚。膽子非常小，没有自信的老師，非常容易遭人操縱，頭髮放下時意外的顯得非常漂亮。因為讀的是女校，之後工作也在女校，所以幾乎見不到男生，但是在了解到男性其實沒那麼恐怖時而成為愛好BL的腐女，特別喜歡新吾和隼太。
天羽結子（配音：／（廣播劇CD、PSP版中是名義））
美羽的母親，結女學園畢業的校友，也是瀨名校長的摯友，喜歡捉弄新吾跟美羽。與美羽一樣喜歡動物，在家裡養了兩只貓。丈夫現在由於工作關係和妻子分居著。瓜生新吾初次見到她時誤以為是美羽的姐姐。
埃莉諾·史威爾（Eleanor Sewell，配音：無／友永朱音（廣播劇CD））
安潔的母親，安潔的父親的女僕。和丈夫一起在英國生活著。
小野宮雪（配音：無／谷育子（PSP））
結月的祖母，結姬神社的巫女，擁有長者的智慧，能看透心思，其實很關心孫女。PSP版新增角色。
乾（qián）理央（配音：無／藤田麻美（PSP））
紗凪的弟弟，年約5、6歲，個性早熟，與姐姐一樣不太會表達自己，所以對紗凪說話較為無禮，其實內心非常善良。PSP版新增角色。
小熊喵（配音：風音／櫻井浩美）
平常在美羽旁邊的不可思議的小動物。外表很像貓，據美羽表示因為有熊貓的特徵故名熊喵，叫聲「嗚溜~」很像日文中的「瓜生」。性別為雌。

## 用語
各務台
故事舞台的市鎮。由新市街和舊市街組成。普通人住在新市街，有錢人住在舊市街。
私立各務台學園
位於新市街的男女混校。校服的顏色是藍色。
因為經營陷入了困境，明年將與結女學園合併。因為結女是全女校，所以在今年先行讓選拔出的優秀生進入結女以做為緩衝。
私立結姬女子學園
位於舊市街的名門女校，簡稱為結女。校服的顏色是白色。外形和內部裝飾都很漂亮，教育水準很高。
久米超市
位於新市街的平民向超級市場。便宜商品很多。瓜生兄妹倆平常在這裡買東西。
各務商業街
位於舊市街的豪華的購物商圈。高價商品很多。
T班
一年T班（1-T）和二年T班（2-T）。各務台與結女兩學園生混合編成的合併試行班（Test Class）。各班由各務台學生男女各8名與結女學生16名，一共32名組成。
喵喵社
保護野生動物的課外活動小組。收養受傷的動物們而治療後，放生牠們回到山野去。
原為非正式社團，成員只有美羽與紗凪兩個人，没有顧問教師。
後在瓜生新吾、櫻乃、瀨名愛理以及安潔莉娜的加入後達到成社標準而成為正式社團，顧問教師為八塚萬智。

## 主題曲
- PC版片頭曲（Symphonic Love）
  - 歌唱：橋本美雪
  - 作詞：rino（日语：rino）
  - 作曲編曲：大久保薰
- PSP版片頭曲
  - 歌唱：橋本美雪
  - 作詞：rino
  - 作曲編曲：大久保薰
- 美羽篇插入曲（再見了，你的聲音）
  - 歌唱：
  - 作詞：rino
  - 作曲編曲：
- 片尾曲
  - 歌唱：ЯIRE
  - 作詞：rino
  - 作曲編曲：景家淳

## 電視動畫

### 工作人員
- 原作 - Palette
- 導演 - 菅沼榮治
- 人物設計、總作畫監督 - 川村敏江
- 系列構成 - Team RIKKA
- 道具設計 - 新沼大祐
- 美術監督 - 佐藤步
- 色彩設計 - 中尾總子
- 攝影監督 - 高橋賢司
- 編輯 - 長坂智樹
- 音響監督 - 矢野さとし
- 音樂 - 虹音
- 製作人 - 深尾聰志、岡田登志男、田中信作、櫻井優香
- 動畫製作 - 河内山隆、工藤博
- 製作公司 - Manglobe
- 製作 -  純白交響曲製作委員會（Frontier Works、Media Factory、Lantis）

### 聲優
- 瓜生新吾 - 水島大宙
- 瀨名愛理 - 小野涼子
- 瓜生櫻乃 - 後藤麻衣
- 天羽美羽 - 力丸乃梨子
- 乾紗凪 - 吉田真弓
- 安潔莉娜·菜夏·史威爾 - 壹智村小真
- 小熊喵、媽媽喵、瀨名蘭華 - 櫻井浩美
- 椋梨隼太 - 鈴木達央
- 八塚萬智 - 瑞澤溪
- 天羽結子 - 結下みちる
- 小野宮結月 - 田口宏子
- 淺倉樹 - 赤崎千夏
- 雨石由香里、少女、打工者 - 辻步美
- 雪森美津子、同班同學 - 三宅麻理惠
- 風川真澄 - 橫山菜菜
- 水原浩一、男學生 - 逢坂良太
- 佐佐木勇介、男學生 - 伊勢文秀
- 調理實習講師 - 石田嘉代
- 體育教師 - 岡田幸子
- 女學生 - 冨樫和美、市川ひかる、佐藤美由希、宗川めぐみ
- 男學生 - 木島隆一、村上裕哉
- 同班同學 - 布施川一寛、大島崚
- 勤務員 - 坂本くんぺい

### 主題曲
- 片頭曲「Authentic symphony」 
  - 作詞 - 
  - 作曲、編曲 - 虹音
  - 歌 - ちょうちょ
- 片尾曲（水彩Candy、水彩糖果）
  - 作詞 - micco
  - 作曲、編曲 - 菊池達也
  - 歌 - marble
- 插曲 第12話插曲
  - 作詞 - rino
  - 作曲、編曲 - 田邊
  - 歌 - 美鄉

### 各集標題
| 話數   | 標題             | 劇本       | 分鏡     | 演出            | 作畫監督                                     | 總作畫監督        |
| ------ | ---------------- | ---------- | -------- | --------------- | -------------------------------------------- | ----------------- |
| 第1話  | 純白色的相遇     | 浦畑達彦   | 菅沼榮治 | 佐藤光敏        | 川村敏江 梅津茜                              | 川村敏江          |
| 第2話  | 拒絕色的烹飪     | 浦畑達彦   | 岡佳廣   | 西片康人        | 仁井學 北條直明 平野繪美 新沼大祐 古川良太   | 杉本幸子          |
| 第3話  | 煩惱色的心跳加速 | 石田勝也   | 後信治   | 後信治          | 古賀誠 山本真嗣                              | 川村敏江          |
| 第4話  | 愛理色的秘密     | 浦畑達彥   | 夕澄慶英 | 佐藤和磨        | 宮島仁志 Hong Seok-Pyo                       | 杉本幸子          |
| 第5話  | 君色的女僕       | 浦畑達彥   | 伊能樹   | 駒屋健一郎      | 古賀誠 小林明美                              | 川村敏江          |
| 第6話  | 探索色的洗澡時間 | 砂山藏澄   | 望月智充 | 熨斗谷充孝      | 平野繪美 北條直明 杉本幸子                   | 杉本幸子          |
| 第7話  | 黃昏色的鞦韆     | 浦畑達彥   | 後信治   | 荒井省吾        | 服部憲知 坂本千代子 小林雅美 古賀誠 藤森由奈 | 川村敏江          |
| 第8話  | 小貓色的黑與白   | 大久保智康 | 佐藤光敏 | 佐藤光敏        | 仁井學 杉本幸子 新沼大祐 山本翔              | 杉本幸子          |
| 第9話  | 相同色的兩人     | 富田賴子   | 井出安軌 | 佐藤和磨        | 山本雅章 芳賀亮                              | 川村敏江          |
| 第10話 | 眼淚色的躲雨     | 砂山藏澄   | 岡佳廣   | 岡佳廣          | 梅津茜 仁井學 平野繪美 北條直明 川村敏江     | 杉本幸子          |
| 第11話 | 純白交響曲       | 浦畑達彥   | 井出安軌 | 駒屋健一郎      | 古賀誠 都竹隆治 重松晉一 古川秀一 藤森由宇   | 川村敏江          |
| 第12話 | 開始色的季節     | 大久保智康 | 佐藤陽   | 佐藤陽 菅沼榮治 | 平野繪美 北條直明                            | 杉本幸子 川村敏江 |

### 播放電視台
日本深夜動畫：下文記載的日本国内播放時間使用日本標準時間（UTC+9）表示。因為部分時間标识會採用30小时制，因此請留意这类超过24:00的时间，其實際播放時間為翌日清晨。
| 播放地域 | 播放電視台     | 播放日期                      | 播放時間             | 播放系列              |
| -------- | -------------- | ----------------------------- | -------------------- | --------------------- |
| 愛知縣   | 愛知電視台     | 2011年10月4日 - 12月20日      | 星期二 26:00 - 26:30 | 東京電視網            |
| 埼玉縣   | 埼玉電視台     | 2011年10月4日 - 12月20日      | 星期二 26:05 - 26:35 | 全國獨立UHF放送協議會 |
| 兵庫縣   | SUN電視台      | 2011年10月4日 - 12月20日      | 星期二 26:05 - 26:35 | 全國獨立UHF放送協議會 |
| 千葉縣   | 千葉電視台     | 2011年10月5日 - 12月21日      | 星期三 25:30 - 26:00 | 全國獨立UHF放送協議會 |
| 東京都   | 東京都會電視台 | 2011年10月6日 - 12月22日      | 星期四 26:00 - 26:30 | 全國獨立UHF放送協議會 |
| 神奈川縣 | 神奈川電視台   | 2011年10月8日 - 12月24日      | 星期六 26:00 - 26:30 | 全國獨立UHF放送協議會 |
| 日本全域 | AT-X           | 2011年10月21日 - 2012年1月6日 | 星期五 22:30 - 23:00 | 衛星電視              |

## 漫畫
角川書店的漫畫都是由水無月雙子（みなづきふたご）擔任作畫，連載於《月刊CompAce》，中文版在臺灣都由台灣角川代理發售。
純白的交響曲
連載於2009年11月號到2010年10月號，由角川書店發售單行本共2冊。
| 卷數 | 角川書店      | 角川書店               | 台灣角川      | 台灣角川           |
| 卷數 | 發售日        | ISBN                   | 發售日        | ISBN               |
| ---- | ------------- | ---------------------- | ------------- | ------------------ |
| 1    | 2010年4月26日 | ISBN 978-4-04-715427-8 | 2012年2月1日  | ISBN 9789862875346 |
| 2    | 2010年9月25日 | ISBN 978-4-04-715538-1 | 2012年2月25日 | ISBN 9789862875773 |

純白的交響曲 -Wind of silk-
連載於2011年4月號到9月號，由角川書店發售單行本共1冊（ISBN 978-4-04-715752-1）。中文版在2012年10月12日發售（ISBN 9789862879764）。
純白的交響曲 -Twinkle moon-
連載於2011年10月號到2012年1月號，由角川書店發售單行本共1冊（ISBN 978-4-04-120055-1）。中文版在2012年12月13日發售（ISBN 9789863251170）。
MAGI-CU四格漫畫 純白交響曲（マジキュー4コマ ましろ色シンフォニー 1）
enterbrain在2010年3月25日發售單行本第1冊（ISBN 978-4-04-726285-0）。

## CD
- 《純白交響曲 原聲帶》（ Sound Track） - 2009年12月27日發售
- 廣播劇CD系列（Lantis發行）
  - 第1卷 瀨名愛理篇 2010年7月21日發售
  - 第2卷 瓜生櫻乃篇 2010年8月25日發售
  - 第3卷 安潔莉娜·菜夏·史威爾篇 2010年9月22日發售
  - 第4卷 天羽美羽篇 2010年10月27日發售

## 評價
《純白交響曲》在日本美少女游戏与动画相关商品销售网站Getchu.com的2009年10月销量榜上排名第1名；2009年全年排名第3名。

## 外部連結
- PC遊戲官方網站 （页面存档备份，存于） （日語）
- PSP遊戲官方網站 （页面存档备份，存于） （日語）
- PC FHD版遊戲官方網站 （页面存档备份，存于） （日語）
- PC SANA EDITION遊戲官方網站 （页面存档备份，存于） （日語）
- 動畫官方網站 （页面存档备份，存于） （日語）
- 「純白交響曲」的X（前Twitter）
- 《純白交響曲》在視覺小說數據庫的頁面 （英文）
- 純白交響曲（動畫）在動畫新聞網百科全書中的資料（英文）